# Calamarca
Calamarca ist eine Ortschaft im Departamento La Paz im südamerikanischen Andenstaat Bolivien.

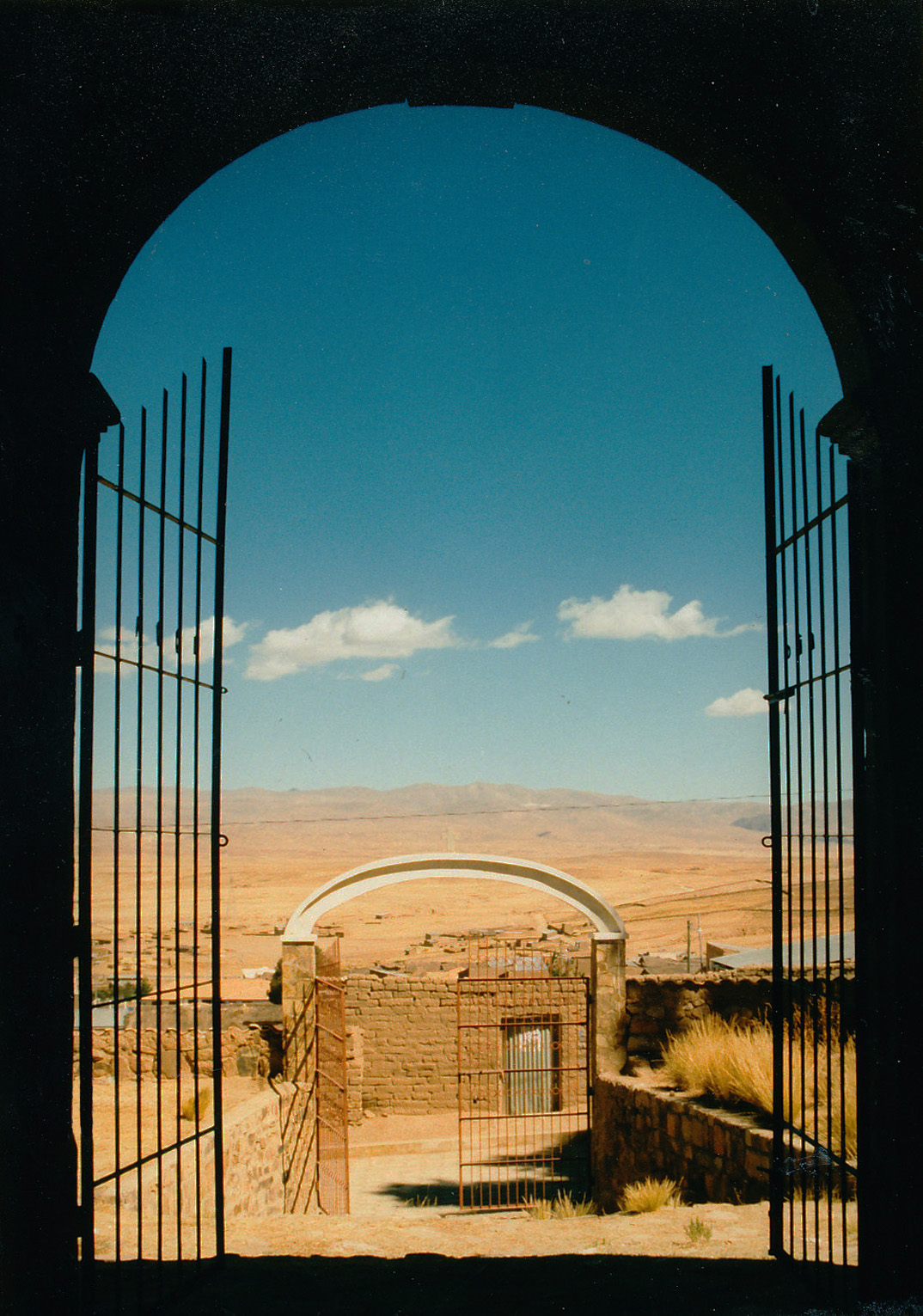
Blick aus der Ortschaft in die Ebene

## Lage im Nahraum
Calamarca ist der zentrale Ort des Municipios Calamarca in der Provinz Aroma und liegt auf einer Höhe von 4053 m. Calamarca liegt auf einem 20 km breiten nord-südlich verlaufenden ebenen Abschnitt des bolivianischen Altiplano; direkt östlich der Ortschaft erheben sich die Vorgebirgsketten der Serranía de Sicasica, die hier bis auf knapp 5000 m ansteigt.

## Geographie
Der Ort liegt zwischen den Gebirgsketten der Cordillera Oriental und der Cordillera Central im andinen Trockenklima des Altiplano mit einem typischen Tageszeitenklima, bei dem die mittleren Tagestemperaturen stärken Schwankungen unterworfen sind als die jahreszeitlichen Schwankungen.
Die Jahresdurchschnittstemperatur der Region liegt bei etwa 9 °C, die Monatswerte schwanken nur unwesentlich zwischen 7 °C im Juli und 12 °C im Dezember (siehe Klimadiagramm Comanche).  Der mittlere Jahresniederschlag beträgt etwa 560 mm, die Monatsniederschläge liegen zwischen unter 10 mm in den Monaten Mai bis August und knapp über 100 mm im Januar und Februar.

## Verkehrsnetz
Calamarca liegt in einer Entfernung von 59 Straßenkilometern südlich von La Paz, der Hauptstadt des Departamentos.
Von La Paz aus führt die asphaltierte Nationalstraße Ruta 2 in westlicher Richtung nach El Alto, von dort die Ruta 1 weitere 47 Kilometer nach Süden bis Calamarca und weiter über Patacamaya nach Caracollo, wo die Ruta 1 weiter nach Oruro im Süden führt und die Ruta 4 ins östlich gelegene Cochabamba abzweigt.

## Bevölkerung
Die Einwohnerzahl der Stadt ist in den vergangenen beiden Jahrzehnten auf das Doppelte angestiegen:
| Jahr | Einwohner | Quelle       |
| ---- | --------- | ------------ |
| 1992 | 701       | Volkszählung |
| 2001 | 942       | Volkszählung |
| 2012 | 1417      | Volkszählung |
| 2024 |           | Volkszählung |

Die Region weist einen hohen Anteil an Aymara-Bevölkerung auf, im Municipio Calamarca sprechen 95,7 Prozent der Bevölkerung Aymara.

## Tourismus
Touristisches Kleinod der Ortschaft ist die Kirche von Calamarca, ein Baudenkmal aus dem 16. Jahrhundert. Der im Stil des Mestizenbarock und der Renaissance errichtete Bau birgt Reliquien in Form von Holzschnitzarbeiten sowie getriebenen Gold- und Silberarbeiten aus der Zeit des Vizekönigreichs Peru. 